# Schatzl Natalie
Schatzl Natalie (München, 2000. március 29. –) német születésű magyar kézilabdázó, balszélső, jelenleg az Esztergomi KC játékosa. 

## Pályafutása

### A klubcsapatokban
Schatzl Natalie ahogy nővére, Schatzl Nadine, Münchenben született, három éves korában költöztek Magyarországra, Mohácsra. Ahogy nővére, Natalie is először a Mohács KC-ben kézilabdázott, majd 2014-től 2018-ig a Nemzeti Kézilabda Akadémia csapatának tagja lett, amellyel az utánpótlás bajnokságok mellett a felnőtt másodosztályban is szerepelt. A 2017–2018-as szezonban csapata leggólerősebb játékosa volt a felnőtt NB1/B-ben, 26 mérkőzésen 138 találatot ért el. 2018 nyarán igazolta le az élvonalbeli Érd NK. A 2020–2021-es szezont a Dunaújvárosi Kohászban töltötte. 2021-ben két éves szerződést kötött a Váci NKSE csapatával. 2023 nyarától a Mosonmagyaróvári KC SE játékosa. 2025 nyarától pedig az Esztergomi KC csapat tagja.

### A válogatottban
Schatzl Natalie a 2017-es ifjúsági Európa-bajnokságon bronzérmes lett. A 2018-as Lengyelországban rendezett ifjúsági világbajnokságon 9 mérkőzésen 33 gólig jutott, és végül az orosz csapat ellen elvesztett döntő után ezüstérmet szerzett. Tagja volt a magyar rendezésű 2019-es junior női kézilabda-Európa-bajnokságon aranyérmes csapatnak is, a Hollandia ellen vívott döntő egyik legeredményesebb játékosa lett, négy gólt szerzett csakúgy mint három másik magyar játékos.

## Magánélete
Bár Münchenben született, mindkét szülője magyar, akik a '80-as években telepedtek le Németországban. Mikor Natalie 3 éves volt hazaköltöztek Magyarországra és Schatzl a Mohács KC csapatánál kezdte megismerni a kézilabda rejtelmeit. Van egy nővére, Szöllősi-Schatzl Nadine, aki válogatott kézilabdázó, balszélső poszton játszik a Moyra-Budaörs Handball csapatában. Anyai nagyapjuk sváb származású.